# David Davies (historyk sztuki)
David Davies (ur. 1937; zm. 21 stycznia 2022) – brytyjski historyk sztuki, emerytowany profesor historii sztuki University College London. Jest specjalistą w zakresie hiszpańskiego malarstwa, a w szczególności twórczości El Greca.

## Publikacje
- Art as Performance Blackwell Publishers, 2003 ISBN 978-1405116664
- Fray Alonso de Orazco: a source of spiritual inspiration for El Greco? – Actas del congreso sobre el retablo del Colegio de doña María de Aragón del Greco (pp. 89-99). Madryt: Prado, 2001
- La ascensión de la mente hacia Dios: la iconografa religiosa del Greco y la reforma espiritual en EspaÏa, w "El Greco. Identidad y Transformación", Madryt, Muzeum Thyssen Bornemisza, 1999
- Velázquez: El Bufón don Diego de Acedo 'el Primo'. Obras Maestras de Velázquez, IV Centenario. Madryt: Fundación Amigos del Museo del Prado, 1999
- An Examination of El Greco's 'Adoration of the Shepherds'. Iraklion, Kreta, 1999
- The Anatomy of Spanish Habsburg Portraits, str. 69-79 w 1648. War and Peace in Europe. Munster i Osnabrück, 1998
- El Desnudo en El Greco w R. Argullol (Ed.), El Desnudo en el Museo del Prado (str. 133-162). Prado, Madryt, 1998
- The Anatomy of Spanish Portraits, str.1-85, The Ramón Pérez de Ayala Lecture, University of Portsmouth,1998[4]
- The Influence of Philosophical and Theological Ideas on the Art of El Greco Granada 1973
- El Greco, Oxford and London 1976
- El Greco and the Spiritual Reform Movements in Spain w Brown and Pita Abdrade 1984, pp. 57-74
- The relationship of El Greco's Altarpieces to the Mass of the Roman Rite", in The Altarpiece in the renaissance, eds.Peter Humfrey and Martin Kemp, Cambrige 1990